# Illice fuscilingua
Illice fuscilingua là một loài bướm đêm thuộc phân họ Arctiinae, họ Erebidae.